# Doljanovci
Doljanovci su naselje u Republici Hrvatskoj u Požeško-slavonskoj županiji, u sastavu općine Kaptol.

## Zemljopis
Doljanovci se nalaze sjeveroistočno od Kaptola na južnim padinama Papuka,  susjedna naselja su Komarovci na jugu te Bešinci na istoku.

## Stanovništvo
Prema popisu stanovništva iz 2001. godine Doljanovci su imali 255 stanovnika.
| broj stanovnika | 256   | 220   | 211   | 216   | 225   | 239   | 236   | 320   | 274   | 259   | 270   | 252   | 232   | 231   | 255   | 244   | 199   |
|                 | 1857. | 1869. | 1880. | 1890. | 1900. | 1910. | 1921. | 1931. | 1948. | 1953. | 1961. | 1971. | 1981. | 1991. | 2001. | 2011. | 2021. |

## Poznate osobe
- Ivo Čakalić, hrvatski pučki pjesnik i sakupljač narodnog blaga, običaja i pjesama svojega rodnog kraja